# 自然関連財務情報開示タスクフォース
TNFD（Taskforce on Nature-related Financial Disclosures、自然関連財務情報開示タスクフォース）とは、企業や金融機関が自然資本や生物多様性に関するリスクや機会を評価・開示するための枠組みを構築する国際的なイニシアティブである。気候関連財務情報開示タスクフォース（TCFD）から派生したもので、自然環境や生態系にどのような影響を与えているかを示す指標になる。TNFDの目的は、自然環境に負の影響を与える資金の流れを、良い影響を与える流れに転換させる「ネイチャー・ポジティブ（nature-positive）」である。

## 概要
TNFDは、2021年6月に正式に設立され、2022年3月と6月にフレームワークのv0.1とv0.2が公開された。2023年9月に最終提言が発表される予定である。TNFDのフレームワークは、TCFDと同じく「ガバナンス」・「戦略」・「リスク管理」・「指標と目標」の4つの柱で情報開示を行うことが求められる。また、自然関連リスクと機会を総合的に評価する「LEAP（Locate, Evaluate, Assess, Prepare）アプローチ」を導入することが提案されている。
TNFDが設立された背景には、気候変動だけでなく、生物多様性がもたらす変化についても定量的な目標設定が必要だという機運が高まったためである。世界経済フォーラムやWWFなどの調査によれば、GDPの半分以上が自然に依存しており、生物多様性は過去50年で68%も喪失したと指摘されている。
TNFDに参画することで、企業や金融機関は自然関連リスクと機会の透明性を向上させることができる。これにより、投資家やステークホルダーが自然をより持続させながら発展していけるビジネスモデルやソリューションを選んだり、投資したりといったことができるようになる。